# Megachile aurifrons
Megachile aurifrons är en biart som beskrevs av Smith 1853. Megachile aurifrons ingår i släktet tapetserarbin, och familjen buksamlarbin. Inga underarter finns listade i Catalogue of Life.